# Географический детерминизм
Географический детерминизм — концепция, утверждающая, что процесс общественного развития — это не результат проявления объективных закономерностей развития общества, а следствие влияния природных сил. По мнению представителей этой теории, устройство поверхности, климат, почва, растительность, животный мир и другие естественные факторы непосредственно определяют характер общественного строя, уровень хозяйственного развития тех или иных стран, и даже физические и психологические черты людей, их способности, наклонности, темперамент. Социально-экономические явления представители географического детерминизма ставят в решающую зависимость от географических факторов.

## Средневековье

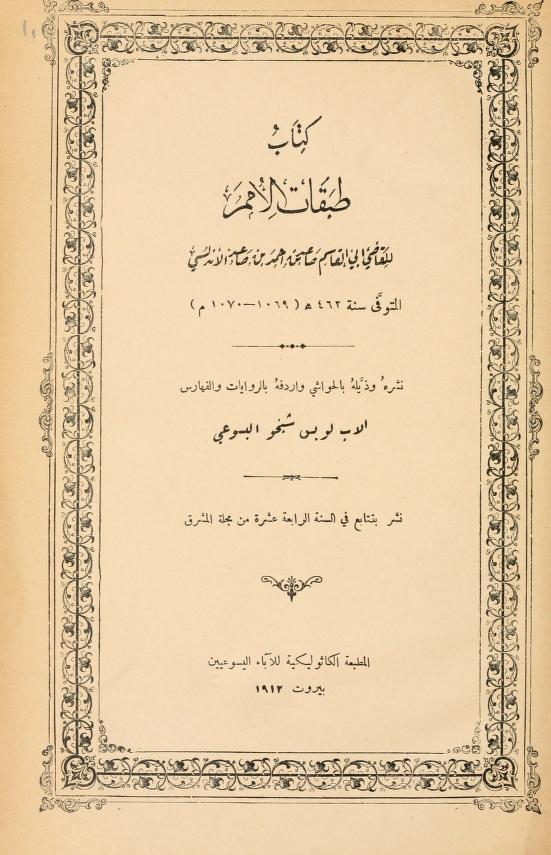
Обложка книги «Табакат аль-Умам», 1912 г.

### Саид аль-Андалуси
Одним из известных теоретиков географического детерменизма в средневековье был андалузский учёный Саид аль-Андалуси. В своей работе XI века «Табакат аль-умам» (Категории наций) он делит народы на тех, кто делает вклад в научное развитие и тех, кто науками не занимается. Отсталость в науках последних автор объясняет географическими и климатическими факторами. Он ссылается на экстремальный холод в регионах проживания славян и скандинавов и экстремальную жару в регионах проживания нубийцев и зинджей. Автор пишет: «Холодный климат сделал нации белыми, тупыми и неразумными, в то время как нации, находящиеся под влиянием жары, оказались смуглыми, глупыми и неграмотными. И даже такие нации, как галисийцы и берберы, которые живут неподалёку от умеренного пояса, жестоки и невежественны».
Также он даёт географически детерминистское объяснение физическим и психологическим характеристикам языческих северян: «поскольку солнечные лучи не падают прямо на их головы, климат у них холодный, а атмосфера пасмурная. Таким образом, темперамент их стал холодным, а гумор грубым, в то время как их тела стали крупнее, цвет их лица бледный, а волосы длинные».

Что до прочих представителей этого класса народов, не занимающихся наукой, то они более подобны животным, чем людям. Потому что те из них, кто проживает в северных странах, в пределах последнего из семи регионов, где заканчивается обитаемая земля на севере, испытывают значительное влияние того, что солнце далеко от зенита над их головами, поэтому воздух у них холоден, а погода пасмурна. В результате гуморы их холодны, а темпераменты грубы, и тела их велики, кожи бела, а волосы распущенны. Они утрачивают тонкость ума и способность к размышлениям, и преобладают среди них невежество и тупость, как это можно наблюдать у сакалиба [славян] и бургар [булгар], а также у тех, кто окружает их.
Оригинальный текст (ар.)وأما سائر هذه الطبقة التي لم تُعنَ بالعلوم فهم أشبه بالبهائم منهم بالناس لأنَّ من كان منهم موغلاً في بلاد الشمال ما بين آخر الأقاليم السبعة التي هي نهاية المعمور في الشمال فإفراط بُعد الشمس عن مُسامتة رؤوسهم برَّد هواءهم وكثف جوَّهم فصارت لذلك أمزجتهم باردة وأخلاطهم فجَّة فعظمت ابدانهم وابيضَّت ألوانهم وانسدلت شعورهم فعدموا بهذا دقَّة الافهام وثقوب الخواطر وغلب عليهم الجهل والبلادة وفشا فيهم العمى والغباوة كالصقالبة والبُرْغَر ومن اتَّصل بهم

## XVIII век

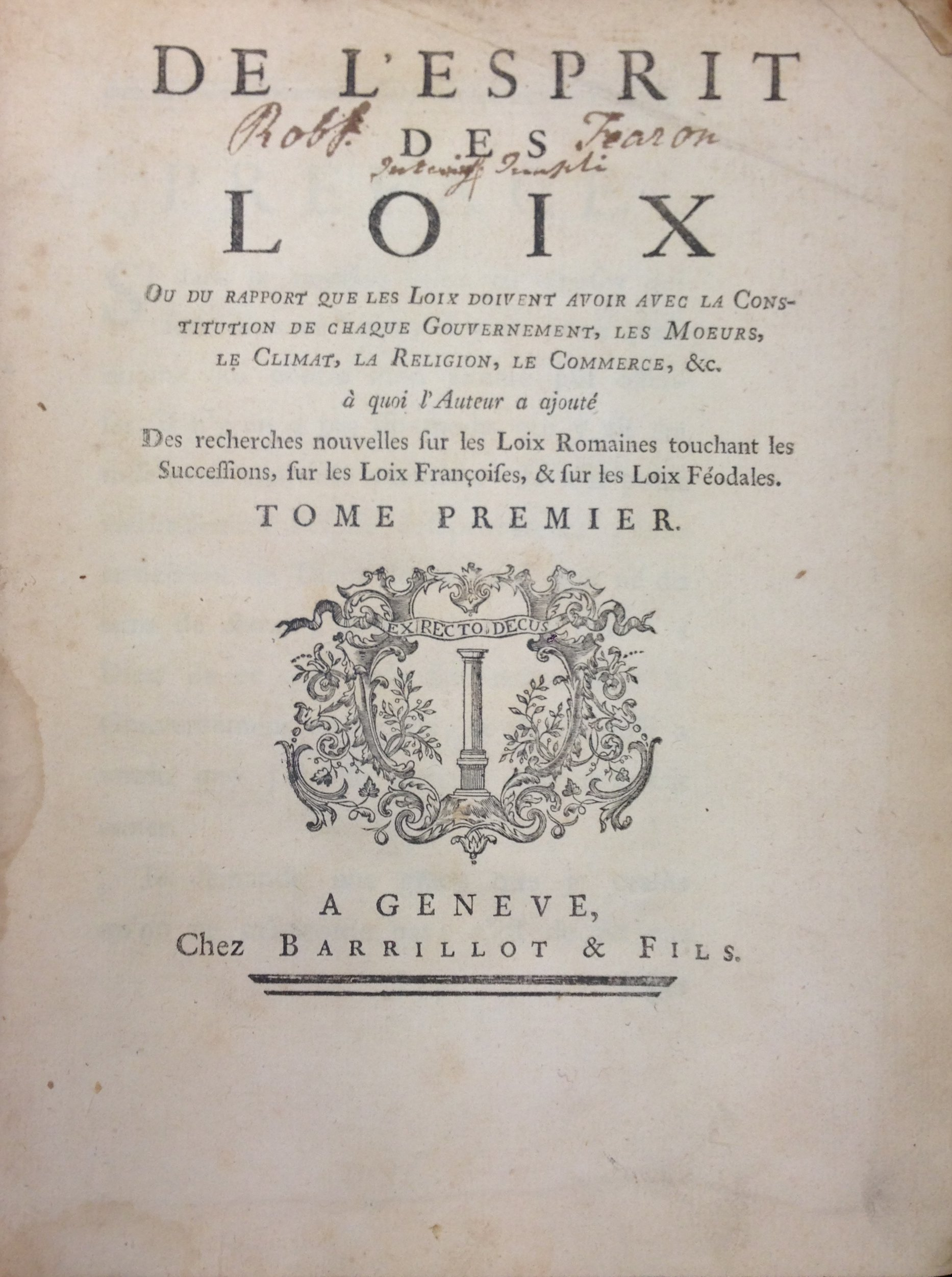
Монтескьё, «Дух законов» (1-е изд., 1748 г., т. 1, титульный лист)

### Монтескьё
Как целостная концепция системы взглядов учение географического детерминизма оформилось в XVIII веке, основоположником стал Шарль Луи Монтескьё. Основные идеи изложены в его книге «О Духе законов», во время работы он опирался на исследования Жана Бодена и Жана-Батиста Дюбо. Трактат представляет свод юридических понятий, исследование форм правления того времени и содержит концепцию географического детерминизма.
В основе идеи Мотескьё лежало утверждение о том, что общественный строй и законы зависят от наклонностей и характера людей, а на это, в свою очередь, влияют такие природные факторы, как климат, рельеф, почва и так далее. Свои исследования он начинает с изучения человеческой природы.

… каждый народ образует в соответствии с этими принципами свои законы, так что опыт управления разных стран не предназначен для того, чтобы применять его в других регионах …

Однако его теорию подвергли критике Клод Адриан Гельвеций в работе «Об уме» и Дж. Миллар «Происхождение различия рангов». Они говорили о том, что для изучения особенностей социального строя стран недостаточно опираться только на географические условия.

### Гердер, Иоганн Готфрид
В своих работах Гердер использовал иной подход, нежели Монтескьё. В трактате «Идеи к истории философии» он указал, что культура каждого народа уникальна, и судить её по общим правилам нельзя. Вопрос влияния климата на этнические группы он начал изучать с точки зрения положения Земли и её орбиты относительно Солнца. Также он рассматривал положение горных хребтов, флору и фауну, однако, единого закона, описывающего влияние климата на формирование личности, он не вывел.
Гердер считал, что климат «не принуждает, а благоприятствует». Он усовершенствовал учение о влиянии климата и геофизических условий на человека. Гердер рассмотрел его с двух сторон: не только климат влияет на человека, но и человек влияет на климат, видоизменяя его. Труд Гердера ввел новое понимание симбиоза всех живых существ и вызвал исследования, которые, продолжаясь до наших дней, открывали новые скрытые связи.

## XIX век
Наибольшей популярностью географический детерминизм пользовался во второй половине XIX века, среди разработчиков идей направления была Эллен Черчилль Семпл.
К географическому детерминизму близки взгляды испанского писателя и философа Анхеля Гарсия Ганивета, которые он выражает в своих произведениях «Испанская идеология» и «Письма из Финляндии», возводя своеобразие культур и менталитета народов к влиянию «духа территории». Географическое положение и условия существования того или иного народа по Ганивету определяют менталитет и специфику исторического пути развития.
В той или иной степени склонность к географическому детерминизму в своих работах проявили такие авторы, как Ж. Ж. Элизе Реклю, Генри Томас Бокль, Карл Риттер, Элсуорт Хантингтон, Г. В. Плеханов, Л. И. Мечников, Л. Н. Гумилёв.

## XX век
В XX веке смыкается с геополитикой.
 
По мнению Л. Е. Гринина 
влияние одного и того же природного фактора на разные общества (и одно и то же общество в разные эпохи) может вызывать разные реакции в зависимости от уровня развития общества, его структуры, исторического момента, ряда других обстоятельств.
Он полагает, что с развитием производительных сил роль природных факторов уменьшается, но не исчезает.
А. П. Паршев в своей книге 1999 года «Почему Россия не Америка» также касался идеи географического детерминизма, указывая что США и Россию не следует напрямую сравнивать ввиду различных географических особенностей[значимость факта?].

## Географический детерминизм в России
В России первые попытки связать особенности протекания исторических и политических процессов с географическими факторами относятся к XI—XII векам. Первые рассуждения в рамках географического детерминизма можно обнаружить в знаменитой «Повести временных лет». Даже названия племён, использовавшиеся славянами, указывают на то, что они обращали внимание на географию своего расселения. В указанном труде автор, описывая расселение славянских племён, параллельно говорит и о том, как факты проживания у рек или в лесах, или где-либо ещё влияли на объединение народов, выбор ими определённого типа хозяйствования.
Одним из первых русских историков и обществоведов, кто вводил в свой научный анализ исторических и социальных процессов отсылки к особенностям географии, стал Сергей Соловьёв. Он полагал, что Россия простирается на столь большом пространстве по причине того, что большую её часть занимает равнина. В более ранние времена она сподвигла населявшие её отдельные славянские племена заниматься схожей деятельностью ввиду однородности ландшафта, а также способствовала осознанию ими их территориальной общности, что в итоге привело к их постепенной консолидации и оседанию на этой территории. Кроме того, он связывал особенности культуры славянских народов с особенностями климата. Соловьёв утверждал, что жители умеренных широт обладают более богатой, глубокой, интеллектуальной культурой, так как изменчивость климата и относительно меньшее разнообразие природных ресурсов заставляли эти народы постоянно искать всё новые способы выживания, находиться в перманентной готовности противостоять погодным условиям.
Дальнейшее развитие мыслей Соловьёва привело к становлению в России такого направления социологии как геосоциология. В XIX веке Ключевский, Василий Осипович высказывает мысль о том, что гармоничное развитие общества возможно только в его согласии с природой.
Развитием русской социологической и общественной мысли в рамках географического детерминизма занимался и историк и этнограф Лев Ильич Мечников. С помощью методики сравнительной географии, он предпринял попытку объяснить не только исторические процессы формирования обществ, но и особенности взаимодействий между людьми внутри разных народностей и наций, обусловленные географией. Учёный выделил ряд факторов, влияющих на развитие обществ. Так, он связывал особенности территорий расселения развитых цивилизаций прошлого с астрономическим фактором. Мечников полагал, что в частности на основе количества солнечного света умеренный пояс стал центром развития цивилизаций, так как именно там постепенно складывались подходящие климатические условия.